# Polly Pocket
A Polly Pocket 2011-ben indult angol televíziós 3D-s számítógépes animációs sorozat, amely a Polly Pocket-es játékbabákról készült. Az epizódok félórákban 1 vagy 2 hosszabb vagy 15 rövidebb történetet tartalmaznak. Angliában 2011. szeptember 12-étől indult. Magyarországon a TV2 tűzte műsorra, és a Super TV2 adta le.

## Ismertető
A történet Pollyvill városàban játszódik ahol több jóbarát boldogan él,polly a főszereplő kalandvágyó,humoros,jószívű,kedves és szerethető tinilány.Van egy zenekaruk a Polly Pocket ahonnan a cím is ered.

## Szereplők
- Polly  (magyar hang:Kántor Kitty, Pekár Adrienn)– A szőke hajú, kék szemű tinilány, aki a főszereplő, és egyben a címkarakter is. Nagyon magabiztos, barátságos, optimista, találékony, és szereti a szórakoztató, kalandos dolgokat. Sok hobbija van, szeret korcsolyázni, vásárolni, játszani, zenét hallgatni, énekelni.
- Shani(magyar hang:Lamboni Anna) – A sötétbarna hajú, barna szemű néger tinilány, aki értelmes és kreatív. Nagyon jó műszaki zseni, szeret szerelni. Jó feltaláló, szereti a zenés játékokat, és fülhallgatóval szereti hallgatni a zenét.
- Lea (magyar hang:Molnár Ilona)– A narancssárga hajú, szeplős tinilány, aki sokat nevetgél, és nagyon jó sportoló. Sok jó sportot szeret, élvezi a síelést és a focit. Sokszor kíváncsi valami újdonságra.
- Layla(magyar hang:Talmács Márta) – A barna hajú, barna szemű lány, aki divatos, kedves, és el szeret új cuccokat vásárolni.A Polly Pocket másfajta verziójában rövid sötétbarna hajú szintén divatos tinilány.
- Crissy(magyar hang:Hermann Lilla) – Az olajbogyóbőr színű, bíborvörös csíkos fekete hajú, barnáskék szemű tinilány, aki  szókimondó. Tele van művészi tehetséggel.
- Kerstie(magyar hang:Laudon Andrea) – A sötétbarna hajú, kék szemű tinilány, aki humoros és lelkes. Nagyon jól főz, tehetséges szakács, jól ismeri a recepteket. Szeret kalandos élményekről mesélni a barátainak.
- Todd – A sötétbarna hajú, sötétbarna szemű tinilány, szeret kalandozni együtt a barátaival.
- Rick (magyar hang:Berkes Bence)– A szőke hajú, kék szemű tinédzserfiú, Polly fiúhasonmása, aki fülig szerelmes belé.

## Epizódok
- 1. Az elveszett gyöngy esete / A buborékszörny / Palackbazárt hadüzenet / Dupla díva / Kéz és lábtörés! / A tökéletes kép / Szülinapi meglepetés / Megvagy! / Fotózás / Táncinvázió / Drámadoksi / Csak desszert / Moziest / A fagyi gép / született tehetség
- 2. – / – / – / – / – / – / – / – / – / – / – / – / – / – / –
- 3. A barátok az elsők
- 4. Ébressz fel ha vége / Egyedülálló / A nagy csobbanás / A primadonna bukása / Kapcsolózűr / Baráti trendek / Vakond vadászat / Mesék / Piknik a semmi közepén / Egy hölgy titka / Ne tolakodj! / Hűsölés
- 5. Kisállat dédelgető / Szuper vakáció hadművelet